# Stiftelsen ÅForsk
Stiftelsen ÅForsk är en svensk stiftelse, bildad 1985 av Ångpanneföreningen och därefter den största aktieägaren i det börsnoterade bolaget ÅF AB, genom vars utdelningar medel frigörs för forskningsanslag, priser och stipendier.
Stiftelsen har till ändamål att verka för forskning och utveckling i första hand inom områdena energi, miljö, säkerhet & hållbarhet, infrastruktur, materialteknik, processer och produkter från förnyelsebara råvaror. Dess styrelse utgörs av ledamöter från Kungliga Ingenjörsvetenskapsakademien (IVA), Skogsindustrierna, Svensk Energi AB samt ÅF AB.

## ÅForsks Kunskapspris
Sedan 1995 har stiftelsen delat ut ett årligt pris om 100 000 kronor för framstående insatser inom kunskapsspridning. Pristagarna nomineras av rektorer vid svenska universitet och högskolor.
- 1995 – Thomas Welander, Lunds tekniska högskola
- 1996 – Ewa Wäckelgård, Uppsala universitet, och Tom Morén, Tekniska högskolan i Luleå
- 1997 – Anders Nordin, Umeå universitet
- 1998 – Jan-Eric Ståhl, Lunds tekniska högskola
- 1999 – Olof Engström, Chalmers tekniska högskola
- 2000 – Lars-Arne Sjöberg, Karlstads universitet
- 2001 – Jan-Åke Gustafsson, Karolinska institutet, och Hans Davidsson, Göteborgs universitet
- 2002 – Olle Björk, Karolinska institutet, Ebba Wahlström, Stockholms universitet, samt Agneta Ståhl, Lunds tekniska högskola
- 2003 – Leif Melin vid Högskolan i Jönköping
- 2004 – Stellan Marklund, Umeå universitet
- 2005 – Carl Johan Sundberg, Karolinska institutet
- 2006 – Hans Rosling
- 2007 – Ernst Nyström, Göteborgs universitet
- 2008 – Lars-Erik Persson, Luleå tekniska universitet
- 2009 – Per Olof Hulth, Stockholms universitet
- 2010 – Owe Wikström, Uppsala universitet
- 2011 – Monica Almqvist, Lunds universitet och Carl-Eric Hagentoft, Chalmers tekniska högskola
- 2012 – Lars Olson, Karolinska institutet och Marie Rådbo, Göteborgs universitet
- 2013 – Kristina Sundell, Göteborgs universitet
- 2014 – Hugo Lagercrantz, Karolinska institutet
- 2015 – Per Holmlund, Stockholms universitet
- 2016 – Kerstin Johannesson, Göteborgs universitet
- 2017 – Stefan Jansson, Umeå universitet[2]
- 2018 - Mårten Schultz, Stockholm universitet
- 2019 - Åsa Wikforss, Stockholm universitet[3]
- 2020 – Maria Sundin, Göteborgs universitet
- 2021 – Filip Johnsson, Chalmers tekniska högskola